# Rive-de-Gier
Rive-de-Gier är en kommun i departementet Loire i regionen Auvergne-Rhône-Alpes i centrala Frankrike. Kommunen ligger i kantonen Rive-de-Gier som tillhör arrondissementet Saint-Étienne. År 2022 hade Rive-de-Gier 15 457 invånare.

## Befolkningsutveckling
Antalet invånare i kommunen Rive-de-Gier
| Referens: INSEE |